# Бурата (река)
Бурата (балка Брата) (калм. Бурата — «лозовая») — река в России, протекает по Ремонтненскому району Ростовской области и Приютненскому району Калмыкии. Устье реки находится в 60 км от устья Наин-Шары по правому берегу. Длина реки составляет 32 км, площадь водосборного бассейна — 161 км².

## Данные водного реестра
По данным государственного водного реестра России относится к Донскому бассейновому округу, водохозяйственный участок реки — Дон от впадения реки Северский Донец и до устья, без рек Сал и Маныч, речной подбассейн реки — бассейн притоков Дона ниже впадения Северского Донца. Речной бассейн реки — Дон (российская часть бассейна).
Код объекта в государственном водном реестре — 05010500912107000017687.